# Kia Sportage
Kia Sportage — кроссовер от компании Kia Motors. Производится с 1993 года. В настоящий момент выпускается пятое поколение Sportage.

## Первое поколение
На рынок SUV-автомобилей фирма Kia вышла в сентябре 1994 года с Kia Sportage. За основу платформы был взят Mazda Bongo. Sportage первого поколения имеет то же шасси, что и джип под названием Retona. Первоначально автомобиль производился в Германии на заводе фирмы Karmann в Оснабрюке. С 1998 года производство полностью переместилось в Южную Корею. В 1999 году была переработана форма кузова. Основное производство было прекращено в 2004 году, производство автомобилей для российского рынка на заводе Автотор (г. Калининград) продолжалось до 2006 года.
Sportage первого поколения имеет в своей основе раму лестничного типа. Передняя ось: независимая подвеска, двухрычажная, со стабилизатором поперечной устойчивости; передние приводы полуосей подключаются муфтой (вакуумная или автоматическая муфта).
Задняя ось: зависимая подвеска, со штанговым направляющим аппаратом, амортизаторами и пружинами; неразрезной мост (опционально может быть оборудован самоблокирующимся дифференциалом ограниченного проскальзывания (LSD)).
Версия Grand отличалась от стандартной:
- удлиненным кузовом и массой (длина рамы и колесная база остались без изменений);
- запасное колесо переехало с кронштейна на задней двери в нишу багажника;
- задний ряд сидений получил два подлокотника по бокам и раздельные спинки (50+50) с регулируемым углом наклона;
- наличием рейлингов на крыше.

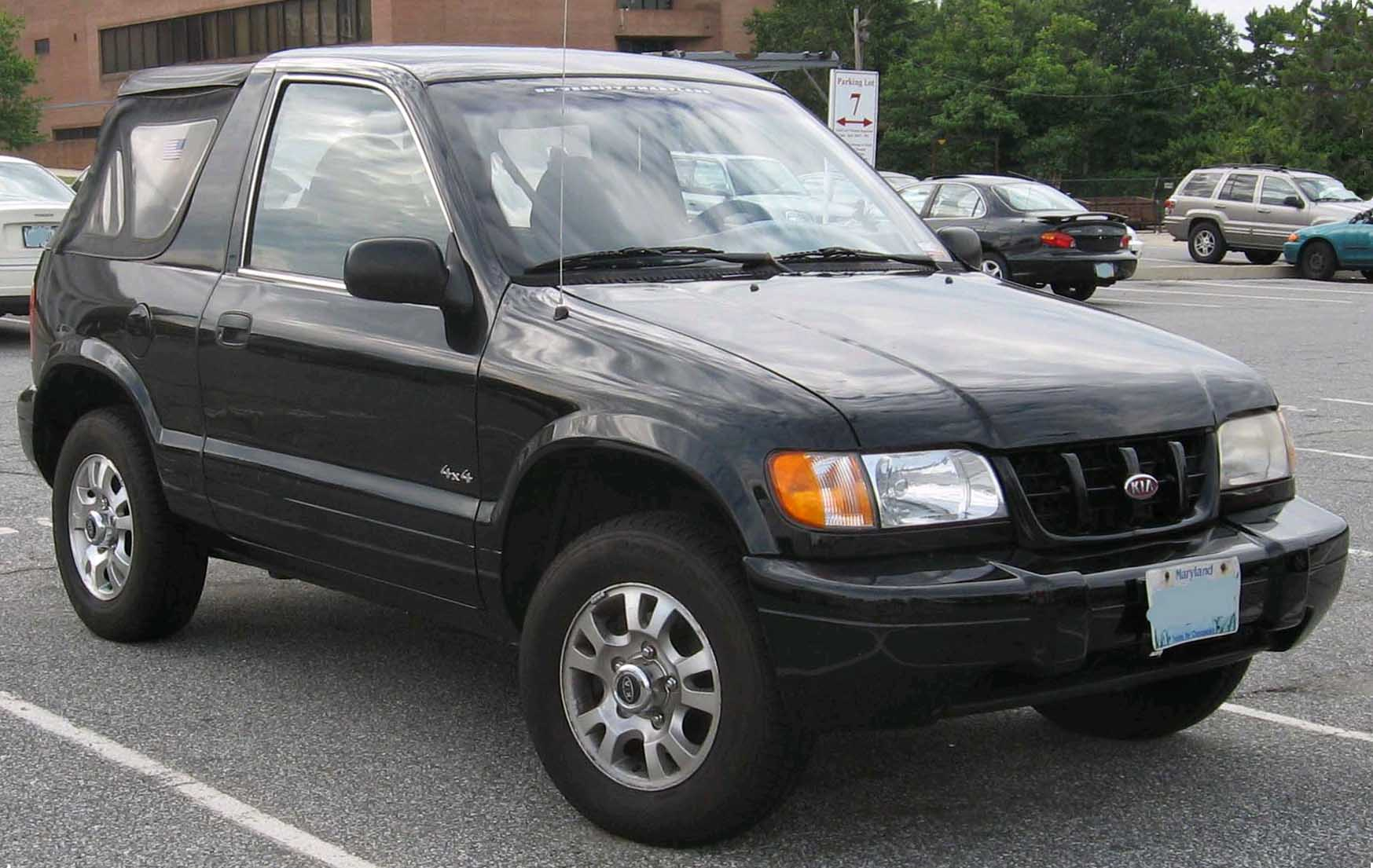
Версия кабриолет
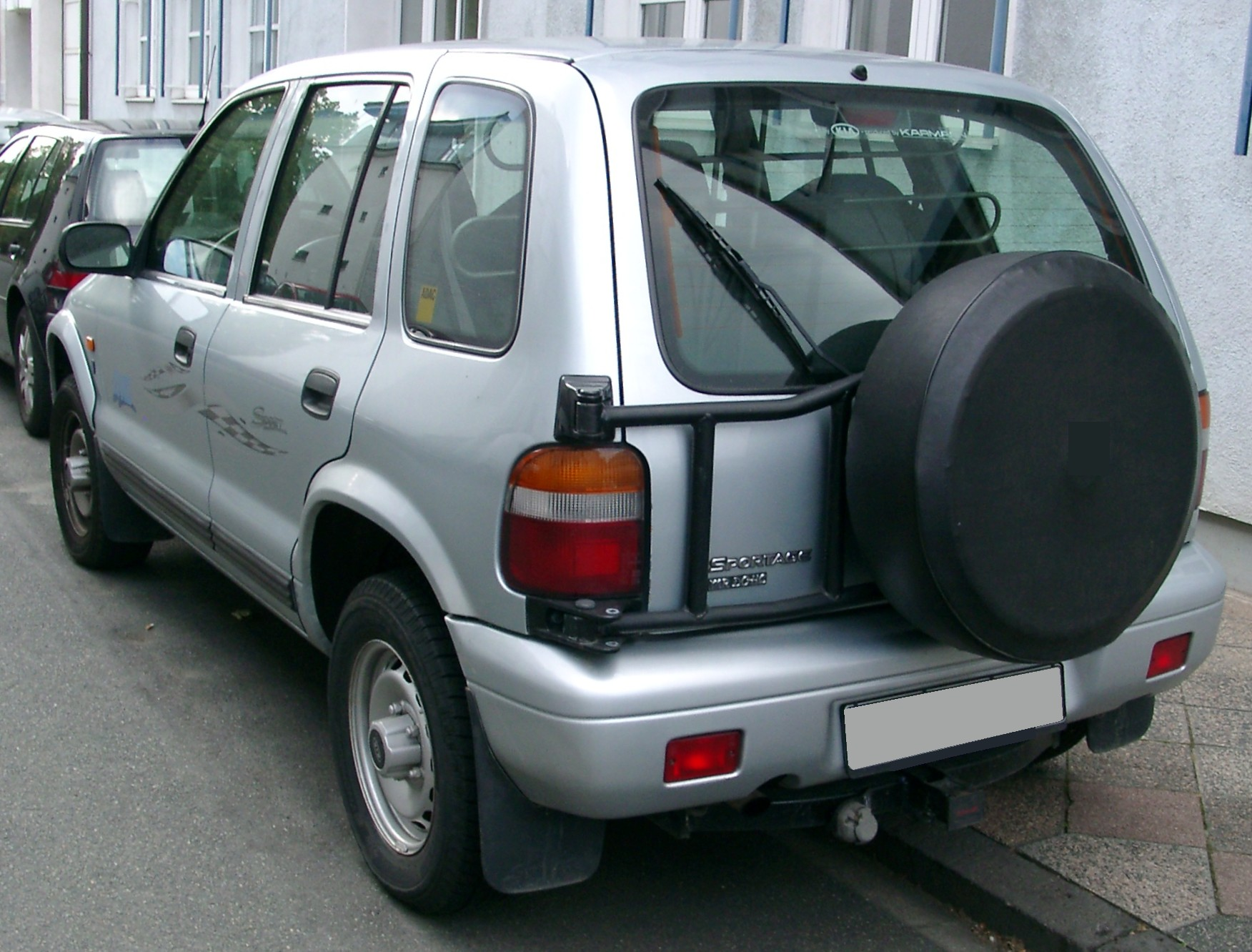
Вид сзади
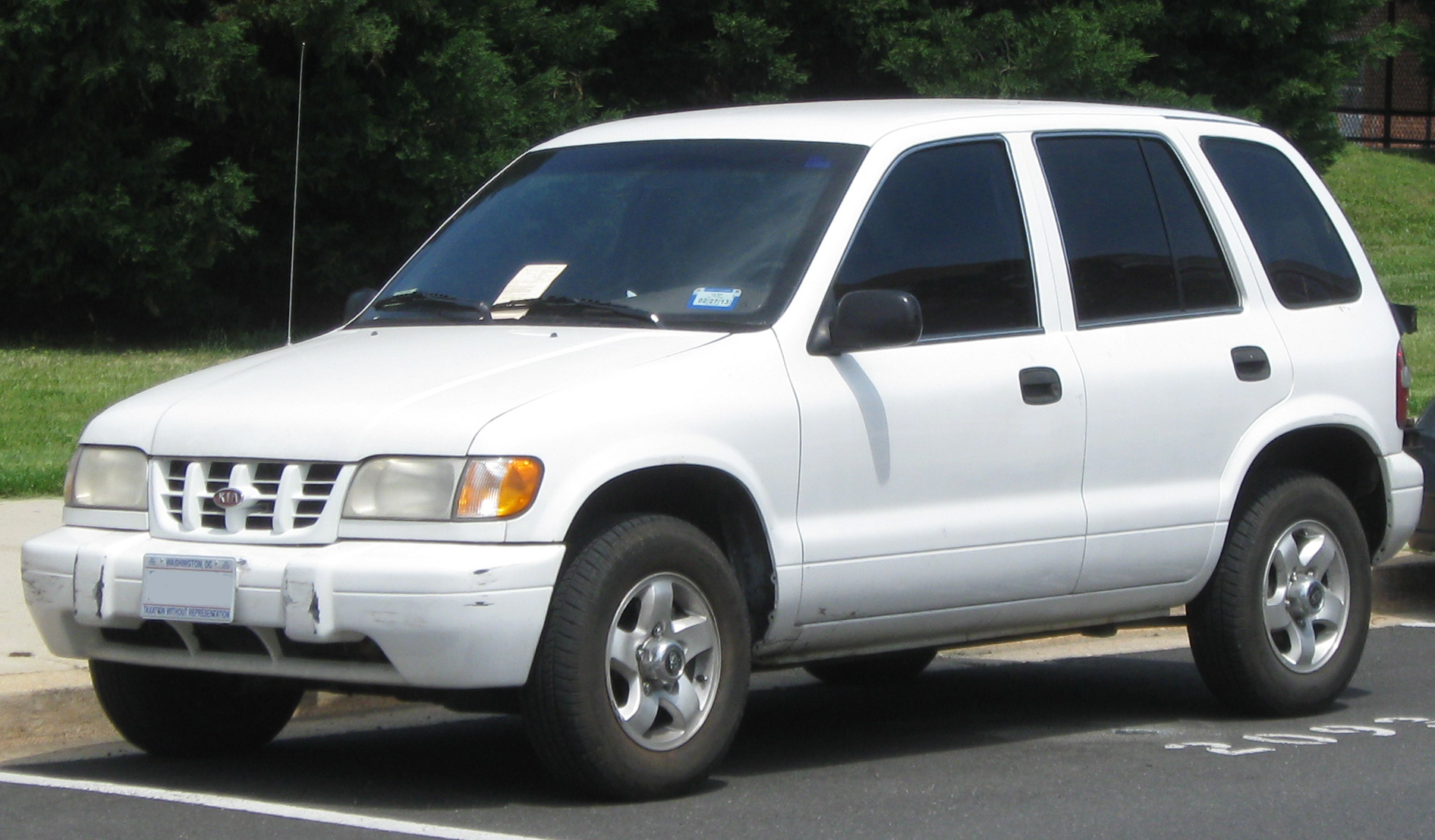
Обновление 1999 года.
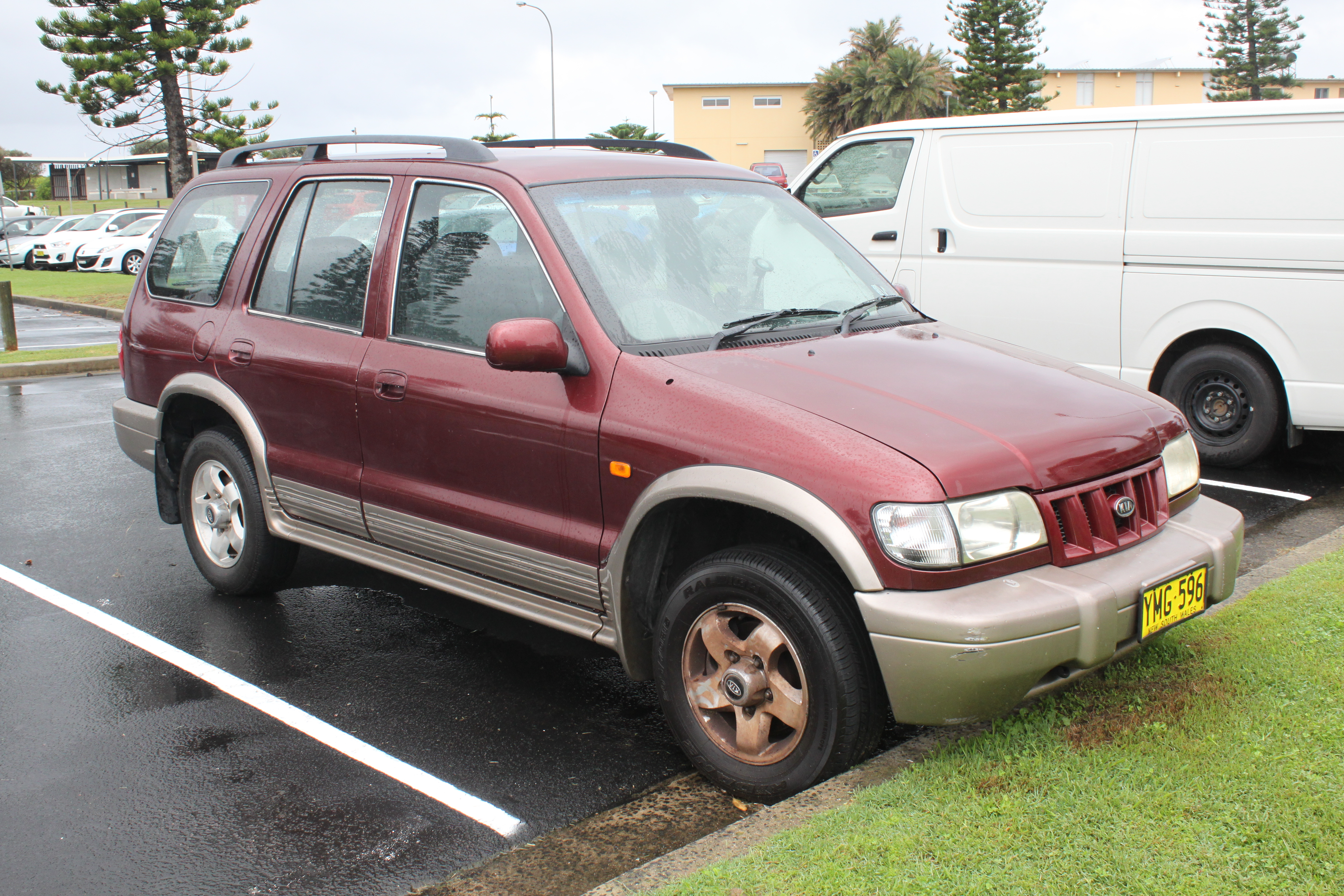
Обновление 2002 года (версия Grand)

## Второе поколение

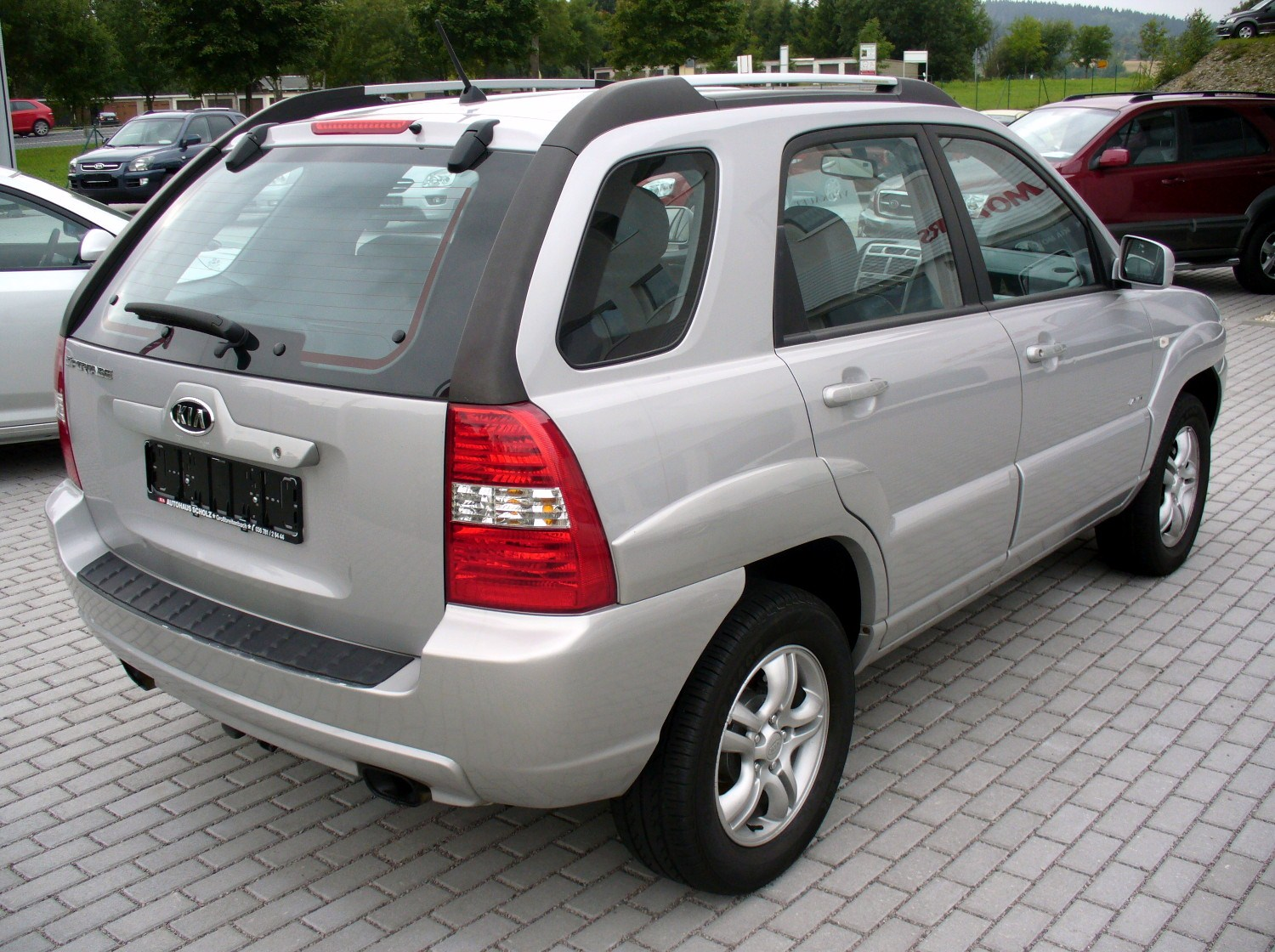
Вид сзади

Kia Sportage второго поколения был представлен на автосалоне в Париже в 2004 году. Второе поколение машины уже является не внедорожником, а кроссовером. Собирался в Корее, Словакии, Калининграде (крупноузловая сборка со Словацким VINом. На 2017 год продолжается сборка в КНР. Автомобиль построен на одной платформе с Hyundai Tucson первого поколения.

### Обновления 2007 и 2008

#### 2007
Внешнее обновление включало затемненное обрамление фар, изменённую решётку радиатора, бамперы и новые литые диски. Теперь доступно 10 вариантов окраски. Внутри заднее сиденье было понижено на пять миллиметров в пользу изменённой высоты.

#### 2008
Снаружи: новые круглые противотуманные фары, изменённая решётка радиатора и изменённый бампер. Сзади была изменена графическая подсветка и бампер, покрытый чёрным пластиком.
|  |  |

|  |  |  |

### Обновление 2013
Sportage KM производится для рынка КНР по настоящее время. В 2013 году на Шанхайском автосалоне Киа представила очередной рестайлинг КМ. Автомобиль получил новую решетку радиатора и накладку багажника, видоизмененные бампера, новое дизайнерское решение передней и задней оптики, повторители поворотов «переехали» на зеркала.

### Безопасность

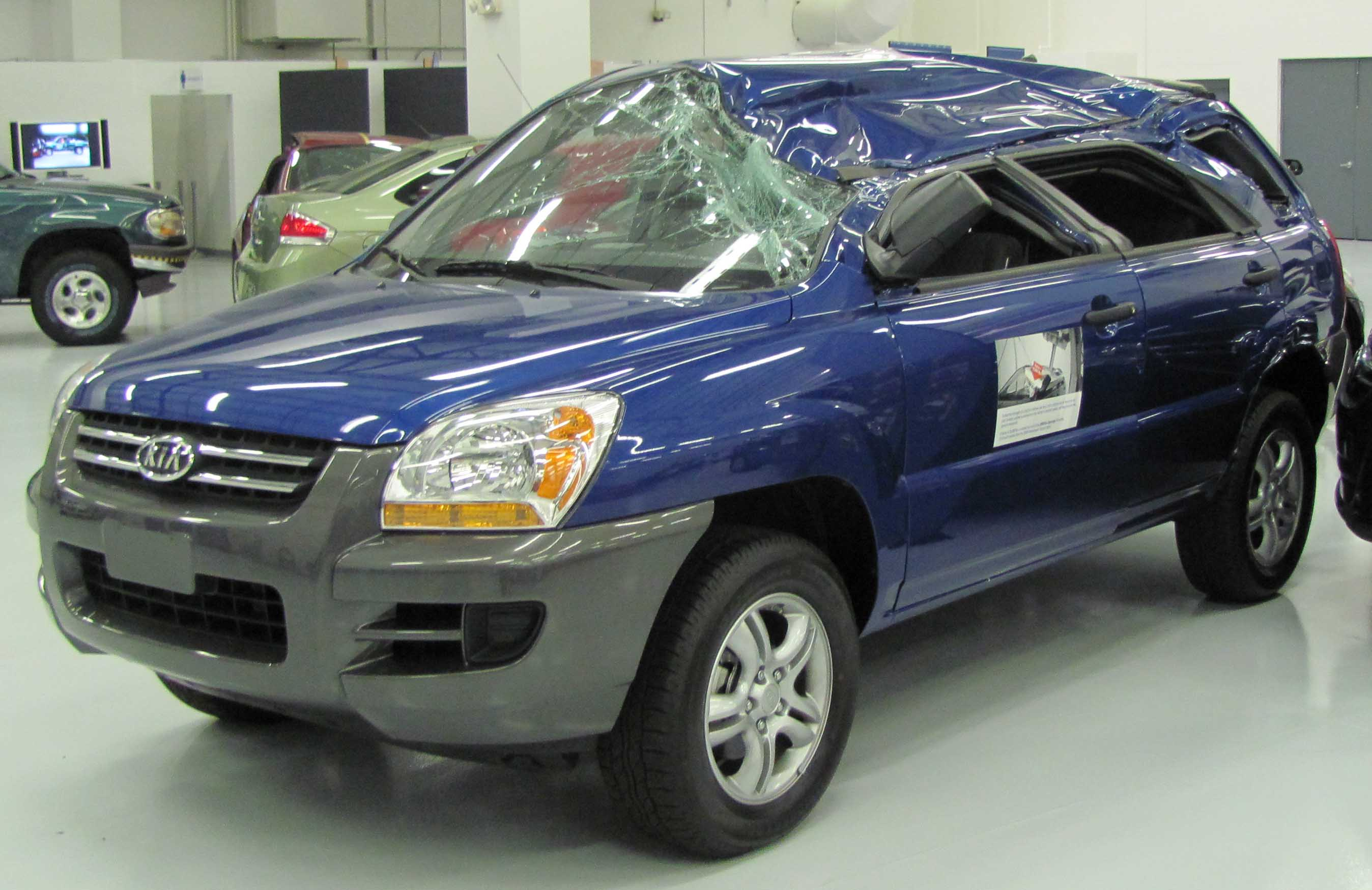
Sportage после проверки крыши в IIHS

Sportage плохо справился с прохождением краш-теста IIHS, поскольку получил 2 оценки «Удовлетворительно» и 2 оценки «Плохо». Тем не менее, в краш-тесте NHTSA Sportage получил оценку 5 звёзд.
| IIHS                                         | IIHS |
| -------------------------------------------- | ---- |
| Фронтальный удар с 40%-м перекрытием         | A    |
| Боковой удар                                 | A    |
| Прочность крыши                              | P    |
| Подголовники и сиденья                       | G    |
| Протестированная модель: Kia Sportage (2007) |      |

| Фронтальный удар | Водитель | Пассажир |
| Боковой удар     | Водитель | Пассажир |

### Общие продажи вСША
| Календарный год | Продажи |
| --------------- | ------- |
| 2005            | 29,009  |
| 2006            | 37,071  |
| 2007            | 49,393  |
| 2008            | 32,754  |
| 2009            | 42,509  |

## Третье поколение

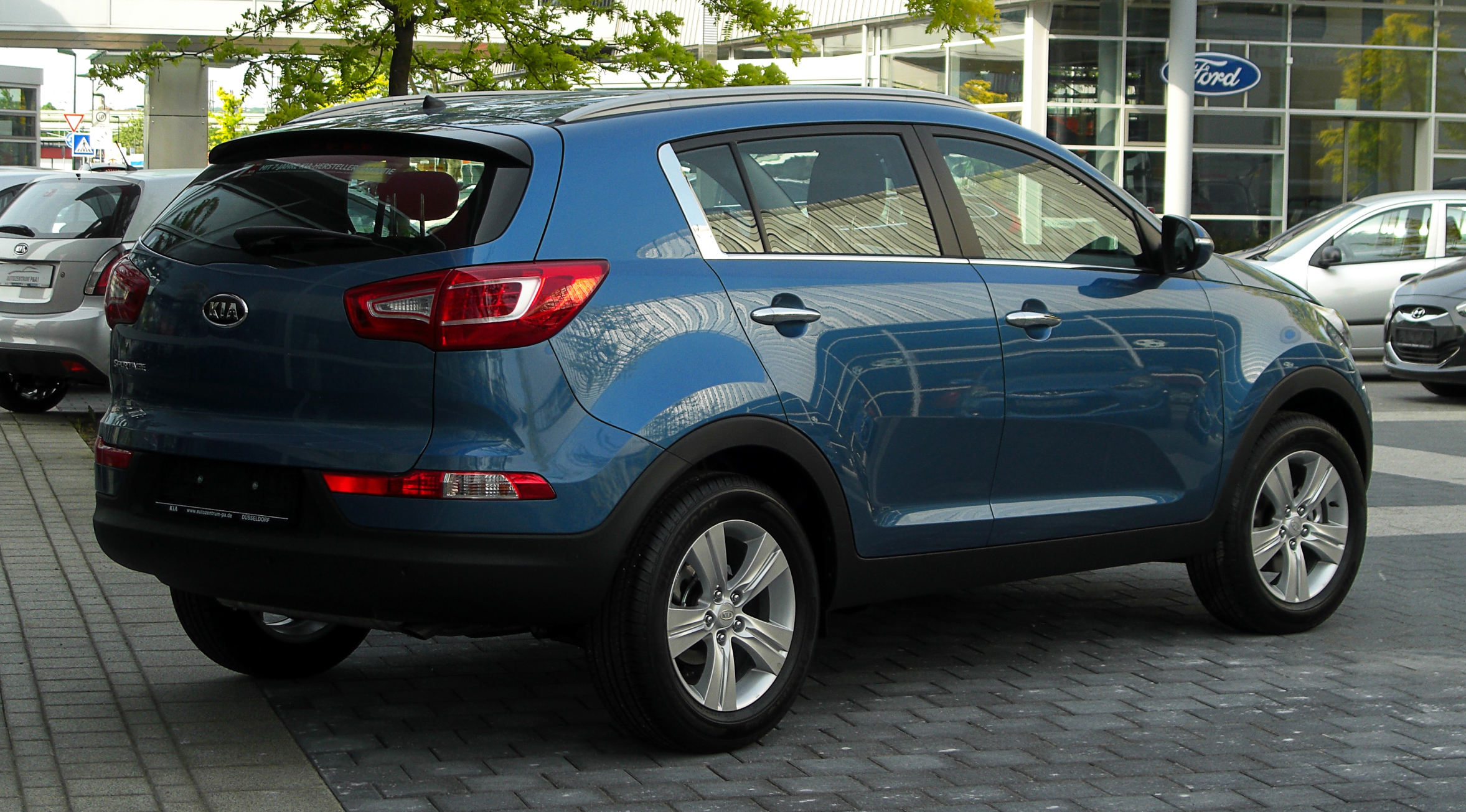
Вид сзади

Третье поколение было представлено на автосалоне в Женеве в 2010 году. Автомобиль построен на одной базе с Hyundai ix35. Выпускается в Корее, Словакии и России. Весной 2014 года Sportage прошёл рестайлинг. Была изменена передняя решётка радиатора, задние фонари со светодиодной технологией, изменения в интерьере и шасси.

### Комплектации
Sportage 3 доступен в трёх комплектациях: S, SE, SX. Базовая комплектация S включает в себя полноразмерные шины и запасное колесо, преднатяжение и ограничение передних ремней, две подушки безопасности, электро-усилитель руля, четыре электростеклоподъёмника, кондиционер, центральный замок с брелоком ДУ, иммобилайзер, ABS, ESC, ESP, тахометр, противотуманные фары, электропрогрев и привод зеркал, подогрев зоны дворников, самих дворников заднего и переднего стёкол, бензиновый двигатель объёмом 2,0 мощностью 150 л. с., шины с диаметром 643 мм (R16) и аудиосистемой шесть динамиков, CD, AUX и USB. SE добавляет в себя Bluetooth, шесть подушек безопасности, сенсорный экран, дизель и бензин 2.0 и навигатор. Комплектация SX дополняется двумя 2.0 двигателями — дизельным (184 л.с.) и бензиновым, системой Start/Stoр и колёсами 647 мм (R17).

### Награды
В 2011 году Sportage, Kia Optima, а также Peugeot 508 были удостоены награды Red Dot Design award. Также автомобиль получил награду «Автомобиль года» в Словакии.
В 2013 году Sportage получил награду Standard Bank People’s Wheels Award в номинации SUVs and Crossovers — City & Suburban.

### Безопасность
| Euro NCAP                                                       | Euro NCAP | Euro NCAP | Euro NCAP             |
| --------------------------------------------------------------- | --------- | --------- | --------------------- |
| · общий рейтинг                                                 |           |           |                       |
| 93%                                                             | 86%       | 49%       | 86%                   |
| взрослый пассажир                                               | ребёнок   | пешеход   | активная безопасность |
| Протестированная модель: Kia Sportage 2.0 дизель EX, LHD (2010) |           |           |                       |

## Четвёртое поколение
Новое поколение было представлено в 2015 году на Франкфуртском автосалоне. На момент старта продаж Kia Sportage будет предлагаться с 3 бензиновыми и 3 дизельными моторами.
В марте 2019 года компания KIA начала продажи удешевленного кроссовера KIA Sportage с турбированным двигателем.

### Награды
Sportage 2016 года был удостоен награды Red Dot award 2016.

### Безопасность
| Euro NCAP                                                       | Euro NCAP | Euro NCAP | Euro NCAP             |
| --------------------------------------------------------------- | --------- | --------- | --------------------- |
| · общий рейтинг                                                 |           |           |                       |
| 90%                                                             | 83%       | 66%       | 71%                   |
| взрослый пассажир                                               | ребёнок   | пешеход   | активная безопасность |
| Протестированная модель: KIA Sportage 1.7 diesel GL, LHD (2015) |           |           |                       |

В рейтинге германской «Ассоциации технического надзора» (VdTUV) в возрастной категории «от 2 до 3 лет» Kia Sportage признан одним из самых ненадежных подержанных автомобилей 2019 года

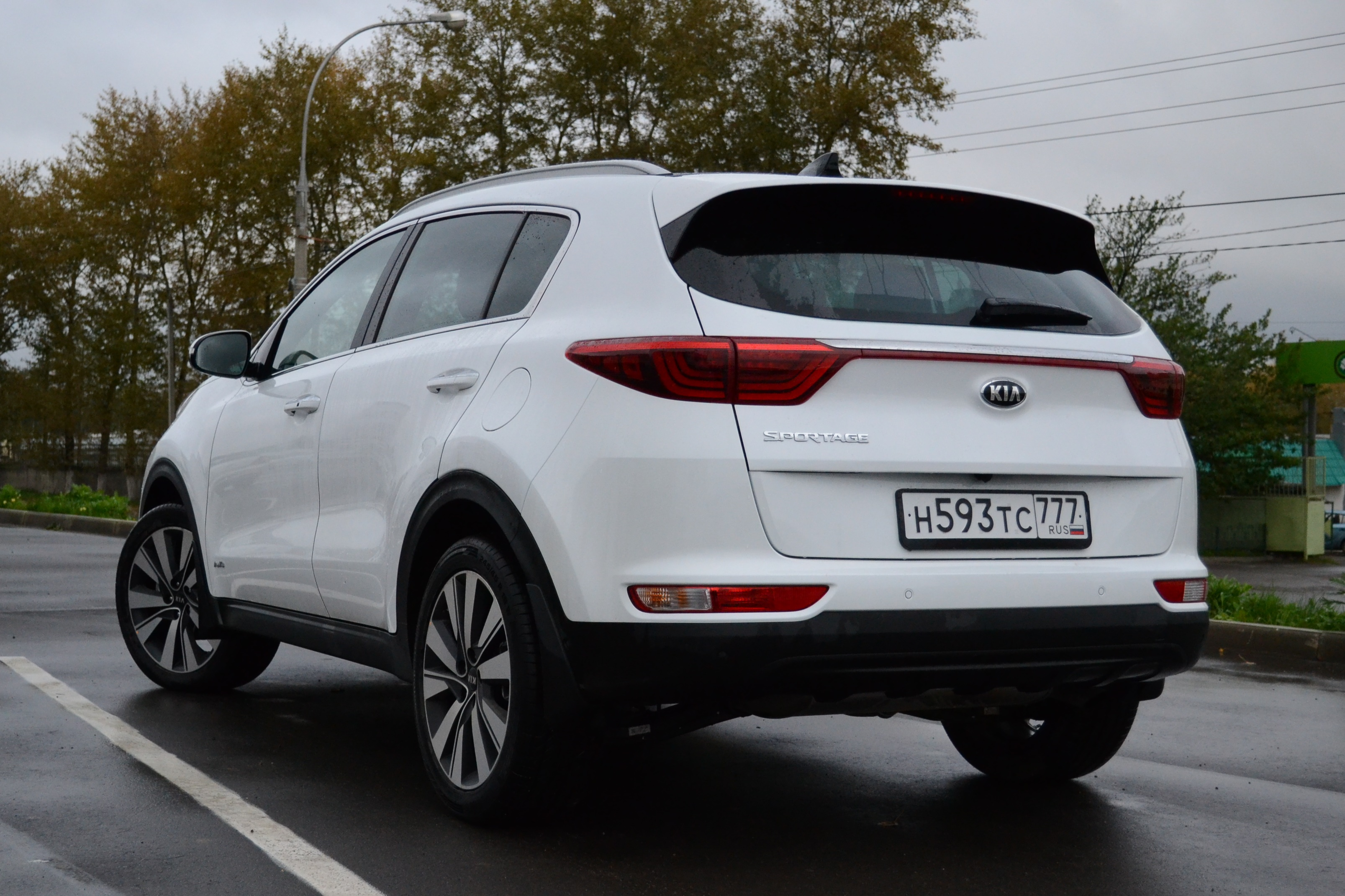
Вид сзади
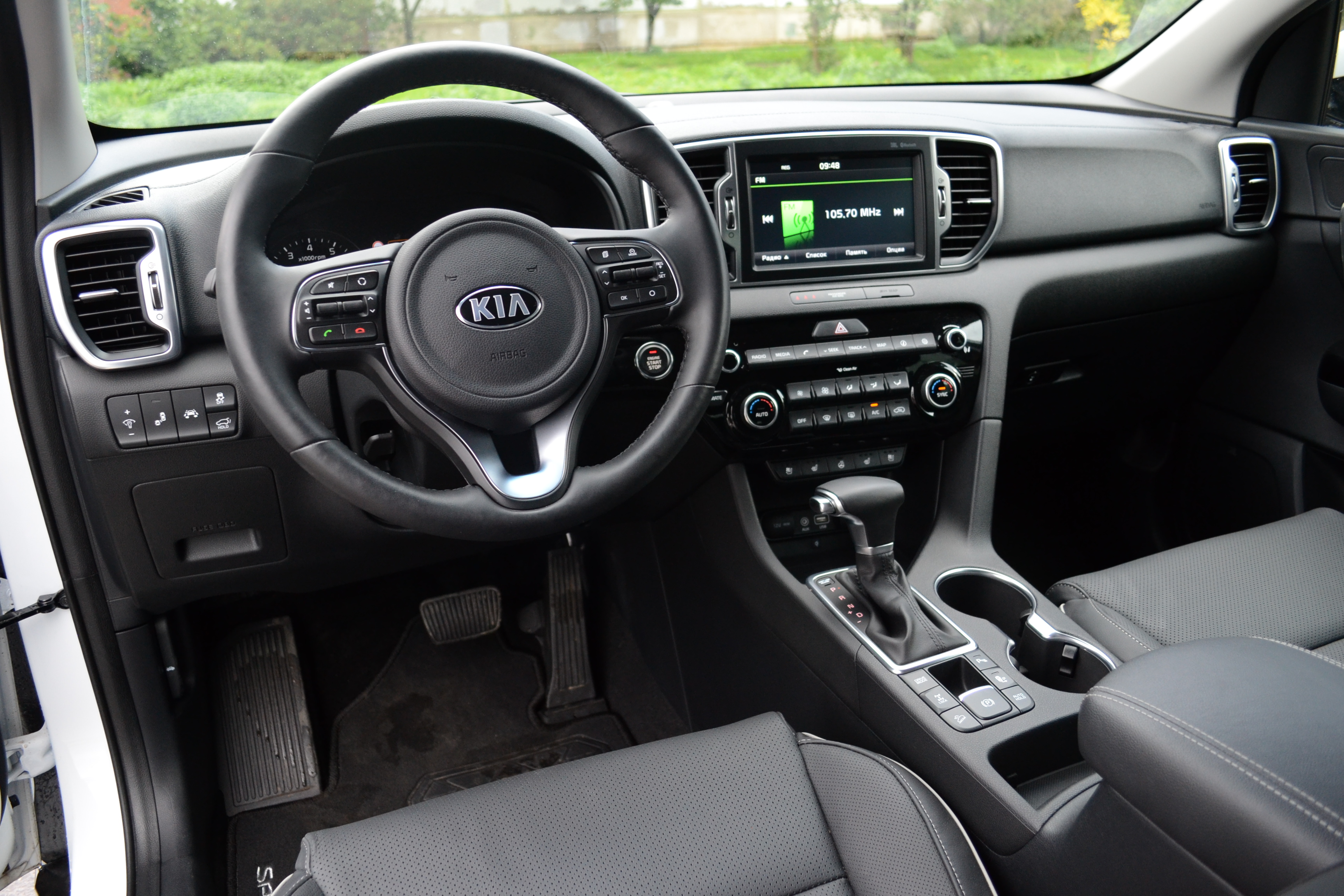
Интерьер
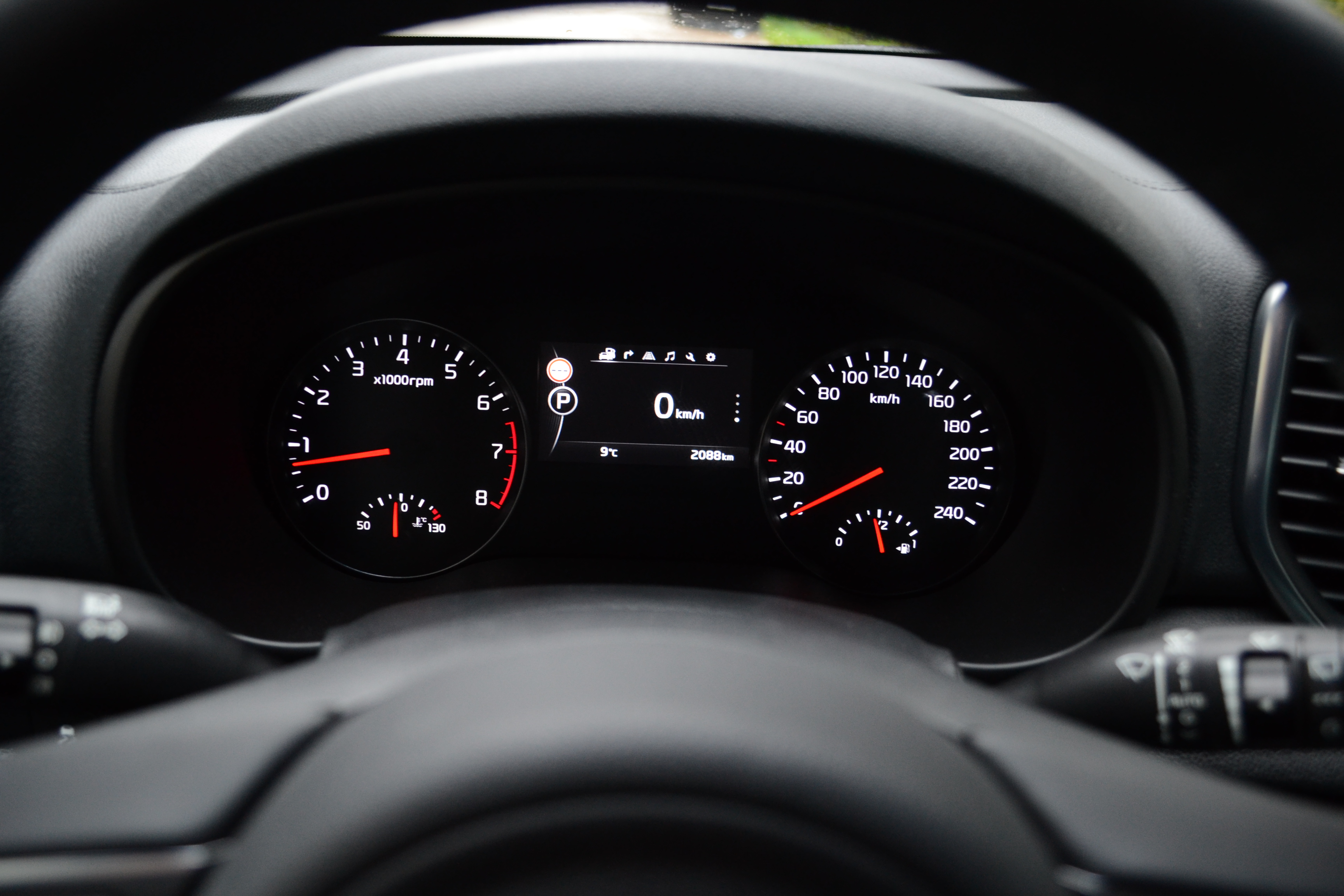
Приборы
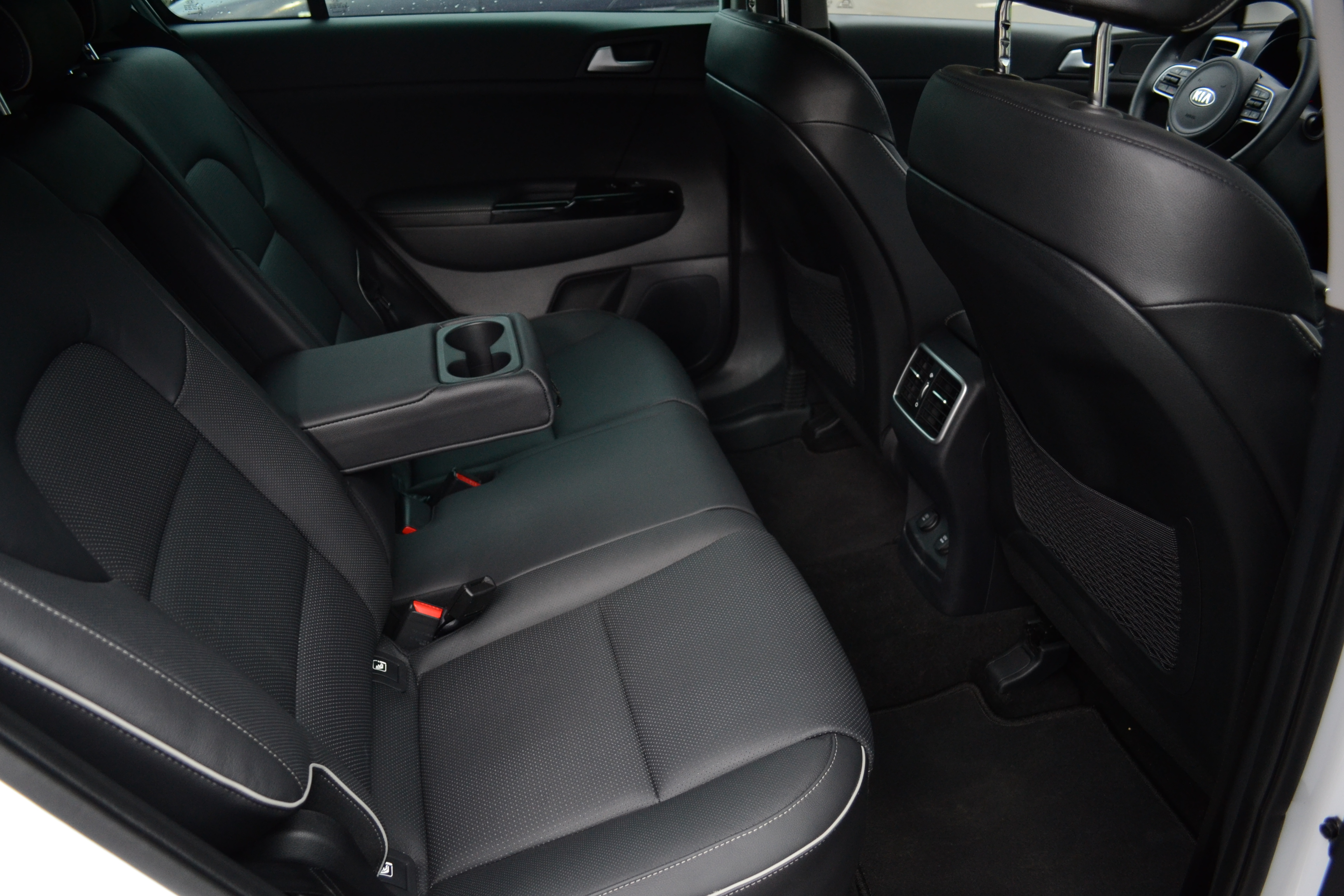
Задние сиденья